# امپراتوری گناه (بازی ویدئویی)
امپراتوری گناه (انگلیسی: Empire of Sin) یک بازی ویدئویی به سبک استراتژی است که توسط رومر گیمز توسعه یافته و به‌وسیلهٔ پارادوکس اینتراکتیو منتشر شده‌است. این بازی در ۱ دسامبر سال ۲۰۲۰ برای مایکروسافت ویندوز، مک‌اواس، پلی‌استیشن ۴، ایکس‌باکس وان و نینتندو سوئیچ عرضه شد. در این بازی، بازیکن به عنوان یکی از چندین رئیس اوباش الهام گرفته از چهره‌های واقعی در دوران ممنوعیت الکل در ایالات متحده آمریکا در شیکاگو نقش خود را بازی می‌کند. در بازی بازیکن با استفاده از رئیس خود اقدامات زیرمجموعه خود را کنترل می‌کند تا تجارت حریفان را به دست گیرد و ضمن دفاع از امپراتوری خود در مقابل سایر رئیسان، اعضای جدیدی را نیز به هدف خود جذب کند.